# Psammodromus algirus
La lucertola striata comune o psammodromo algerino (Psammodromus algirus Linnaeus, 1758) è un lacertide appartenente alla sottofamiglia Gallotiinae.

## Distribuzione
Il suo areale comprende Marocco, Algeria, Tunisia, Penisola Iberica e la costa mediterranea della Francia.
Sul territorio italiano è l'unico rappresentante del suo genere e lo si può trovare esclusivamente sulla piccola Isola dei Conigli a Lampedusa dove è stato segnalato per la prima volta da Edoardo Zavattari nel 1954.